# Llista d'àlbums de cromos en català
Aquesta és una llista amb els principals àlbums de cromos publicats en català al llarg de la història. Les entrades estan classificades per tipus d'editor i ordenades per ordre alfabètic. S'hi indica la data de publicació entre parèntesis quan es coneix.
- Actualitzat a data 30/9/2015.

## Empreses d'alimentació
- Nestlé
  - Rondalles selectes (1933)
- Xocolates Juncosa
  - Història de Catalunya (1933)
  - Història de Catalunya, 2a ed. ampliada (1933?)
- Llet Nostra
  - Cow Parade de Barcelona (2005)
- Xocolates Grefer
  - Història i llegendes de Montserrat (1959)[a]
- Xocolates i Cafès Sorpresa
  - Àlbum de cromos en català, sense títol concret (1934?)
- Phoskitos
  - Història de Catalunya explicada per en Dragui

## Editorials
- Cromo Crom 
  - West. L'Oest, la veritable història dels indis (1983)[b]
- Difusora de Cultura
  - Batalles històriques (1974)
- Gamma Edicions
  - Imatges: Aspectes de Catalunya (àlbum quart)
- Panini
  - Barça Campió 2004-2005
  - Mega cracks Barça campió 2004-2005
  - Pitufoparade: La desfilada dels Barrufets
  - Super Barça 2005-2006
- Salvat
  - Àlbum Salvat Català 4 (1970)
- www.ilustrum.com
  - La llengua catalana (dècada de 2010)

Editorial desconeguda
- Àlbum d'història sagrada (1934)
- Àlbum de cromos de la faràndula olotina
- Àlbum del catecisme (1934)
- Coneix Igualada, coneix l'Anoia
- Coneix la Història
- Coneix Menorca
- Escuts heràldics dels pobles de Lleida
- Gales d'Anglès
- Girona i la seva història
- Vida d'en Bernat Xinxola (auca editada en cromos a començaments del segle XX)

## Premsa i revistes
- El Mundo Deportivo
  - Col·lecció Barça or
  - Les estrelles del món (1994)
- El Periódico
  - L'àlbum del Barça 1899-1938, 1939-1972, 1973-1999
- Revista Carnet
  - Àlbum Catalunya (1933)
- Revista Èczema
  - Pirata àlbum (1979)

## Entitats financeres
- Caixa de Catalunya
  - Bitllets de la C.E.E.
  - Or, plata, bronze
- Caixa de Pensions de Catalunya i Balears
  - L'automòbil esportiu (197n)

## Organismes públics
- Generalitat de Catalunya
  - Catalunya, el teu país. Història i cultura (1984)[c]
  - Catalunya, història de la pintura. Occident I (1984)[c]
  - Catalunya, història de la pintura. Occident II (1985)[c]
  - Catalunya. Paisatge, flora i vegetació (1983)[d]
  - Catalunya, porta del Mundial 82 (1982?)[c][1]
  - El món forestal (1989)
  - Els aliments. Origen, manipulació i consum (1992)
  - Els bolets (1993)
- Ajuntament de Barcelona
  - Arbres de Barcelona (1983)[e]
  - El Modernisme a Barcelona (1990)
- Diputació de Barcelona
  - El món animal. Fauna I: invertebrats (1985)[c]
  - El món animal. Fauna II: vertebrats (1986)[c]
- Ministeri de Cultura d'Espanya
  - Viatge pel món dels llibres (2002)[f]
  - Viatge pel món dels llibres (2002)[g]
- TV3
  - Crackòvia (2011)